# Nick Clausen
Nicolaj "Nick" Charles Sofus Clausen (Copenhague, 23 de maio de 1900 – Frederiksberg, 23 de setembro de 1989) foi um boxeador dinamarquês que competiu nos Jogos Olímpicos de Verão de 1920. 